# Bratonečice
Bratonečice – wieś w Słowenii, w gminie Sveti Tomaž. 1 stycznia 2018 miejscowość liczyła 51 mieszkańców.